# Actinodaphne koshepangii
Actinodaphne koshepangii là loài thực vật có hoa trong họ Nguyệt quế. Loài này được Chun ex H.T.Chang miêu tả khoa học đầu tiên năm 1960.